# Whitey Ford
Edward Charles "Whitey" Ford  (Manhattan, Nueva York, 21 de octubre de 1928 - Lake Success (Nueva York), 8 de octubre de 2020) fue un jugador de béisbol de Estados Unidos que actuó como lanzador en las Grandes Ligas. Jugó durante sus 18 años de carrera profesional para los New York Yankees (1950-1967). Fue seleccionado para ingresar en el Salón de la Fama en 1974.

## Carrera en Grandes Ligas
A pesar de no tener una gran recta, Ford fue un lanzador ponchador en su época, su dominio de varios lanzamientos lo llevaron a igualar en dos ocasiones (1956 y 1958) el por entonces récord de la Liga Americana de seis ponches consecutivos. Ford lanzó dos juegos consecutivos de un hit en 1955, récord que poseen varios lanzadores. Nunca lanzó un partido de 0 hits.
En 1955, lideró la Liga Americana en juegos completos y juegos ganados; en 1956 en promedio de carreras limpias y por ciento de ganados; en 1958 en promedio de carreras limpias; y tanto en 1961 como en 1963 en juegos ganados y por ciento de victorias. Ford, ganó el Premio Cy Young en la temporada de 1961.
Algunos de los números de Ford, fueron disminuidos por mánager de los Yankees Casey Stengel, quien tenía a Ford como su pitcher principal y frecuentemente lo reservaba para sus oponentes más difíciles (Tigers, Indians y White Sox). Cuando Ralph Houk se convirtió en mánager en 1961, le prometió a Ford que actuaría cada cuatro días sin importar el rival. Luego de haber sobrepasado las 30 aperturas solamente una vez en sus nueve temporadas con Stegel, Ford inició 39 partidos en 1961. Esa temporada logró trabajar para 25-4 (el mejor promedio de su carrera), resultando ganador del Premio Cy Young, pero la temporada de Ford se vio opacada por el duelo de jonrones entre Roger Maris y Mickey Mantle. Como lanzador zurdo, Ford tuvo una gran habilidad para mantener a los corredores en sus bases, estableciendo en 1961 un récord de 243 innings consecutivos sin permitir un robo de base.

### Series Mundiales
El estatus de Ford con los Yankees estuvo redimensionado en la Serie Mundial. Ford fue el lanzador del primer juego de la Serie Mundial de 1955, 1956, 1957, 1958, 1961, 1962, 1963 y 1964. Él es el único pitcher en iniciar, durante cuatro temporadas consecutivas, el primer juego de la Serie Mundial; marca que consiguió en dos ocasiones.
Ford obtuvo en total 10 victorias en Series Mundiales, record histórico en las Mayores. Además, lidera a todos los abridores en Series Mundiales en derrotas (8) y aperturas (22), así como en innings, hits, bases por bolas y ponches. Fue seleccionado MVP de la Serie Mundial de 1961.

### Estadísticas
Ford ganó 236 juegos para los Yankees (236-106), que es aún el récord de la franquicia. Red Ruffing, el anterior recordista, aún posee la marca para lanzadores derechos con 231 victorias de las 273 que logró en su carrera. Otros lanzadores de los Yankees han obtenido más victorias (por ejemplo Roger Clements que logró su trinunfo 300 con los Yankees), pero las obtuvieron con diferentes equipos.
Entre los lanzadores que poseen al menos 300 decisiones, Ford en el primero por ciento de victorias con .690, el por ciento más elevado de la historia del béisbol moderno.
El promedio de ganados de Ford no puede ser atribuido solamente a que pertenecía a un buen equipo. Los Yankees jugaron para 1,486-1,027 durante sus 16 años de carrera, sin sus 236-106, los Yankees poseen 1,250 victorias y 921 derrotas, para un promedio de .576. Ford, tuvo un 11.4 por ciento superior al equipo sin contar sus decisiones.
El promedio de carreras limpias (PCL) de Ford, de 2.75, es el menor entre los lanzadores abridores que iniciaron su carrera luego de la era de la bola viva en 1920. El peor PCL de Ford durante una temporada, fue de 3.24. Logró 45 lechadas (juegos sin permitir carreras) durante su carrera, incluidas ocho victorias por 1-0.

## Reconocimientos
Los New York Yankees retiraron su número 16 del uniforme en 1974. Ese mismo año (1974), fue seleccionado para ingresar al Salón de la Fama, junto a su compañero de equipo de mucho tiempo, Mickey Mantle. En 1999, “The Sporting News” lo ubicó en el puesto 52 de la lista de los 100 mejores jugadores de béisbol de la historia (100 Greatest Baseball Players) y fue nominado para el Juego de la Centuria de las Grandes Ligas (Major League Baseball All-Century Team).